# Sydlig rethvalsdelfin
Sydlig rethvalsdelfin (Lissodelphis peronii) er den ene af to arter i slægten rethvalsdelfiner. Den forekommer kun på den sydlige halvkugle i koldt tempererede og subantarktiske havområder. Den er tilsyneladende ret almindelig, men kun lidt vides om arten. Kroppens overside er sort og undersiden er hvid med skarp grænse mellem de to farver, hvilket sammen med den manglende rygfinne gør den nem at kende. Sydlig rethvalsdelfin er den eneste delfin på den sydlige halvkugle uden rygfinne.